# Rocky Volcano
 (septembre 2019).
Pour les articles homonymes, voir Volcano.
Rocky Volcano, de son vrai nom Jean Joseph Nicolas, est un chanteur de rock français né le 9 décembre 1935 près du Vieux-Port à Marseille et mort le 7 janvier 2009 au Centre Hospitalier Intercommunal de Saint-Germain-en-Laye.

## Biographie
Au printemps 1961, les disques Philips cherchent un concurrent à Johnny Hallyday, devenu « l’idole des jeunes », chez Vogue. Leur choix se porte sur le chanteur d'un groupe de Marseille, Jean Nicaud and his Rock’s Boys, dénomination vite transformée en Rocky Volcano et ses Rock’n’Rollers.
Rocky Volcano commence à se faire connaître avec une version très personnelle de 24 mille baisers, succès originel d'Adriano Celentano. Outre cette chanson, son premier 45 t, édité en 1961 chez Philips, comprenait aussi : J'irai n'importe où, Personne comme toi et sa chanson-fétiche : Comme un volcan.
Son deuxième 45 t, édité peu de temps après, comprend le succès de Del Shannon Runaway dont le titre en français est Mon amour disparu (paroles d’André Salvet), également enregistré cette année-là par Orlando (Bel-Air), Richard Anthony (Columbia) et Jo Bouillon, le mari de Joséphine Baker (Pacific).
Au total, Rocky Volcano a enregistré quatre super 45 tours et un 33 tours 25 cm comprenant dix de ses meilleurs succès.
Rocky Volcano voulait, au départ, devenir boxeur professionnel. Il avait d'ailleurs déjà commencé une carrière amateur. La légende soutient qu'il est devenu chanteur après une rencontre avec le boxeur américain Ray Sugar Robinson, qui lui aurait conseillé ce changement de cap.
Après quelques disques, Rocky Volcano a commencé à être moins présent sur les ondes. Il semble bien que Philips, qui venait de débaucher de chez Vogue Johnny Hallyday, ait préféré concentrer ses efforts sur son nouveau prodige.
À partir de 1962, Rocky Volcano signe quelques contrats à l'étranger et commence une carrière prolifique en Espagne, où il est recruté par les disques Belter, avec lesquels il enregistre quatre super 45 tours.
Les dernières années de sa vie, Rocky Volcano était réalisateur de films à caractère pornographique.

## Discographie

### Philips, Paris, France
- EP 45 t Philips 432 554 - 1961 - Comme un volcan - Personne comme toi / 24 Mille baisers - J'irais n'importe où
- EP 45 t Philips 432.566 - 1961 - Mon amour disparu - Avec les copains / Hey Pony - Pourquoi pas moi ?
- EP 45 t Philips 432.574 – 1961 - Toi, toi, toi, toujours toi - Belle maman / L'amour est fou - Tout ce que je fais
- EP 45 t Philips 432 704 - 1961 - Dynamite - Brand new beat / L'oncle John - Je ne pense qu'à ça
- SP 45 t Philips 372 876  - 1961 – Toi, toi, toi, toujours toi / L'amour est fou
- LP 33 t, 25 cm Philips - 1961 - Comme un volcan / Belle Maman / Personne comme toi / L’amour est fou / Hey, Pony / Mon amour disparu / 24 mille baisers / Avec les copains / Toi, toi, toi, toujours toi / Pourquoi pas moi /

### Belter, Barcelone, Espagne
- Madison + Twist : My tonta Mano (Shake the hand of a fool) /  Bristol (Bristol Stomp) / Yo quiero twist (I like to twist) / Yo le se, tu tambien (Yes, indeed) / Belter, 1962 (EP 50603)
- Cristobal Colon (Christopher Columbus Twist) / Twist de la réunion / El tercer hombre (The Harry Lime theme) / Quedate aqui (Stai qui) / Belter, 1962 (EP 50604)
- Mucho sabes tu de mi (What’d I Say) / Moanin’ / Blues in the closet / Belter, 1962 (EP 50623)
- Pequeno elefante (Baby elephant walk) / Hoy es el fin (Que vais-je faire ?)/ Hey baby, Madison (Hey ! Baby) / Johnny Angel / Belter, 1962 (EP 50624)

### CD
- Twistin’ the rock vol. 15 : 24 000 baisers / Comme un volcan / Personne comme toi / Avec les copains / Mon amour disparu / Hey Pony / Pourquoi pas moi… / Toi, toi, toi, toujours toi / L’amour est fou / Tout ce que je fais / Belle maman / Brand new beat / Je ne pense qu’à t’aimer / L’oncle John / Dynamite / Universal/Mercury 586055-2
- Le Rock c'est ça : 24 000 baisers / Comme un volcan / Personne comme toi / Avec les copains / Mon amour disparu / Hey Pony / Pourquoi pas moi… / Toi, toi, toi, toujours toi / L’amour est fou / Tout ce que je fais / Belle maman / Brand new beat / Je ne pense qu’à t’aimer / L’oncle John / Dynamite / Polygram 1990-842 054-2 PY924
- Comme un volcan : Comme un volcan / Belle Maman / Personne comme toi / L’amour est fou / Hey, Pony / Mon amour disparu / 24 mille baisers / Avec les copains / Toi, toi, toi, toujours toi / Pourquoi pas moi / Philips, coffret 3 volets, 1 CD

## Partitions
- Éditions Chappell, Paris, Belle maman (Mother in law)
- Éditions Pigalle, Paris, Mon amour disparu (Runaway)
- Éditions Métropolitaines, Paris, Pourquoi pas moi ? (Trust me) du film "L'Avventura"